# Харевичева, Луция
Луция Генрика Мария Харевичева (Харевичова, Харевич, девичья фамилия Стшелецка) (пол. Łucja Henryka Marja Charewiczowa; 12 августа 1897, Цешанув, Польша — 17 декабря 1943, Аушвиц, Польша) — польский ученый, историк, архивист, доктор философии, исследовательница истории Львова, хранитель Львовского исторического музея, активная деятельница Общества почитателей Львова.

## Семья
Луция родилась в семье мелкого чиновника Яна Стшелецкого и его жены Цезарины, из дома Микуловской (некоторые исследователи считают, что мать Луции была украинкой по происхождению). Школьные годы проходили в Цешануве, Ярославе и Пшемысле, но гимназический аттестат Луция получила в 1918 году во Львове.

## Обучение
В 1919 году Л. Харевичева поступает в Ягеллонский университет, а впоследствии продолжает обучение уже в Львовском университете на историческом факультете. Ещё в студенческие годы, с 1921 года начинает исследовательскую работу под руководством профессора Яна Птасьника, чья научная школа была известна далеко за пределами Польши. Высокая квалификация руководителя, его требования и отношение к исторической науке, умение работать с первоисточниками и архивами обеспечили Луции должный уровень профессионализма. В 1924 году она получает степень доктора философии, а в следующем году издаёт монографию «Торговля в средневековом Львове», в которой опубликованы результаты исследований, которые были проведены ею в 1921—1924 годах.

## Научная, преподавательская и общественная деятельность
После окончания университета Л. Харевичева некоторое время работает в гимназии Софии Стшалковской (теперь СШ № 6) в Львове преподавателем истории и латыни. В эти времена она жила на ул. Академической, 11. В 1926 году Л. Харевичева находится на стажировке в Франции, где изучает специальный курс истории и культуры городов. Приобретенные знания на долгие годы определили специализацию ученого. После возвращения во Львов она исследует историю развития Львова во всех ее аспектах: торговля, право, межэтнические и межконфессиональные отношения, ремесла, экономика и строительство, а также прошлое выдающихся лиц, чья жизнь и деятельность были связаны со Львовом.
Решением Совета гуманитарного отдела Львовского университета с 1937 г. Харевичева стала доцентом истории городов и их культуры.
16 июня 1931 г. доктор Л. Харевичева была назначена на должность хранителя (кустоша) фондов Исторического музея во Львове.
Много времени работала в Архиве г. Львова, исследуя историю городов и их развитие. Осуществляла также упорядочения и проводила каталогизацию и инвентаризацию фондов Архива. Львова".
В 1924, 1926—1938 гг. была секретарем редакции журнал «Исторический квартальник» («Kwartalnik Historyczny»).
1934 г. Луцию Харевичеву избрали почетным членом историко-философского отдела Научного общества во Львове.
21 января 1935 г. стала сотрудником исторической комиссии Польской Академии Искусства.
1940 г. исполняла обязанности заместителя директора по научной части Исторического музея во Львове.

## Отличия, награды
- 1928 г. награждена медалью к 10-летию восстановления независимости Польши «Dziesięciolecia Odzyskanej Niepodległości».
- За заслуги в общественной деятельности 11 ноября 1938 г. награждена Золотым Крестом.

## Годы оккупации
После германо-советского раздела Польши в 1939 году Л. Харевичова некоторое время работает доцентом Львовского университета и продолжает работу в Историческом музее. Ее муж, капитан Войска Польского Здислав Харевич, пропал без вести во время боевых действий. В 1940 году Л. Харевичева перебирается в Варшаву, которая находилась в зоне немецкой оккупации. Об этом периоде его жизни сохранилось очень мало сведений, известно лишь, что она участвовала в тайном обучении польской молодежи за что была арестована гитлеровцами в июле 1943 года и заключена в печально известной Сербии — варшавской политической тюрьме, которую немецкие оккупанты превратили в гестаповский застенок. Из тюрьмы Л. Харевичеву перевели в концлагеря Освенцим, где она умерла от эпидемического сыпного тифа 17 декабря 1943 года.

## Работы и публикации Л. Харевич
Исследования, публикации и личный архив Луции Харевичевой и в XXI веке являются важными источниками для историков, о чем свидетельствует количество цитирований в научной периодике, монографиях и диссертациях современных польских историков.

### Список избранных трудов
- «Торговля Львова с Молдавии и Мультянами в средних веках» («Handel Lwowa z Mołdawią i Multanami w wiekach średnich») (1924)
- «Торговля в средневековом Львове» («Handel średniowiecznego Lwowa») (1925)
- «Ограничения экономических прав православных и евреев во Львове в XV и XVI веках» («Ograniczenia gospodarcze nacyj schizmatyckich i Żydów we Lwowie XV i XVI wieku») (1925)
- «История города Золочев» («Dzieje miasta Złoczowa») (1929)
- «Десятилетия исследования истории города Львова» («Dziesięciolecie badań nad dziejami miasta Lwowa») (1929)
- «Львовские профессиональные организации во времена раздела Польши» («Lwowskie organizacie zawodowe za czasów Polski przedrozbiorowej») (1929)
- «Поветрия в древнем Львове» («Klęski syeychas w dawnym Lwowie») (1930)
- «Замки короля Яна ІІІ в Восточной Малопольши» («Zamki króla Jana III w Małopolsce Wschodniej») (1934)
- «Водопроводы древнего Львова 1404—1663» («Wodociągi starego Lwowa 1404—1663») (1934)
- «Черная каменица и ее обитатели» («Czarna отеле kamienica i jej mieszkańcy») (1935)
- «Исторический музей города Львова. Путеводитель.» («Muzeum Historyczne miasta Lwowa : przewodnik po zbiorach») (1936)
- «Украинское женское движение» («„Ukraiński“ ruch kobiecy») (1937 — под псевдонимом «Ц. Микуловска» (пол. C. Mikułowska), как псевдоним использовала девичью фамилию матери)
- «Историография и почитание Львова» («Historiografia i miłośnictwo Lwowa») (1938)
- «Женщина в древней Польше» («Kobieta w dawnej Polsce») (1938)

Важнейшими трудами Л. Харевичевой считаются «Черная каменица и ее жители», «Историография и почитание Львова», «Торговля в средневековом Львове» и «Женщина в древней Польше», которые являются наиболее цитируемыми в научной и популярной литературе.